# Pegasus volitans
 (mai 2012).
Si vous disposez d'ouvrages ou d'articles de référence ou si vous connaissez des sites web de qualité traitant du thème abordé ici, merci de compléter l'article en donnant les références utiles à sa vérifiabilité et en les liant à la section « Notes et références ».
Espèce
Statut de conservation UICN

 DD  : Données insuffisantes
Pegasus volitans, ou poisson-papillon à longue queue, est une espèce de poisson téléostéen cuirassé, aux nageoires pectorales étalées comme des ailes.
On le rencontre dans la baie de Delagoa au Mozambique, en Arabie saoudite et en Asie du Sud-Est.
Il mesure généralement entre 9 et 27 cm et vit dans une profondeur de 1 à 73 m. Il se nourrit principalement de petits animaux benthiques.
Il a été décrit en 1758 par Carl von Linné.